# Lema de escisión
En matemáticas, más específicamente en álgebra homológica, el lema de escisión declara que, en cualquier categoría abeliana, las tres proposiciones para una secuencia exacta corta que se exponen a continuación son equivalentes.
Dada una secuencia exacta corta con morfismos q y r, entre los objetos de la categoría:
{\displaystyle 0\longrightarrow A{\overset {q}{\longrightarrow }}B{\overset {r}{\longrightarrow }}C\longrightarrow 0}
Sobre la que añadimos las flechas adicionales t y u para señalar unos morfismos que podrían no existir:
{\displaystyle 0\longrightarrow A{{\overset {q}{\longrightarrow }} \atop {\underset {t}{\longleftarrow }}}B{{\overset {r}{\longrightarrow }} \atop {\underset {u}{\longleftarrow }}}C\longrightarrow 0.}
Tenemos que las proposiciones siguientes son equivalentes:
- Escisión izquierda: Existe un morfismo t: B → A tal que tq es la identidad en A.
- Escisión derecha: Existe un morfismo u: C → B tal que ru es la identidad en C.
- Suma directa: B es isomorfo a la suma directa de A y C, con q correspondiendo a la inyección natural de A y r correspondiendo a la proyección natural en C. De forma más precisa, hay un isomorfismo de secuencias exactas cortas entre la secuencia dada y la secuencia con B sustituido por la suma directa de A y C, donde los morfismos son la inclusión y proyección canónicas. Sólo un isomorfismo de B con la suma directa no es suficiente.

La secuencia exacta corta se dice escindida si estas proposiciones se cumplen.